# Ronnie del Carmen
Ronnie del Carmen (geboren Ronaldo del Carmen, Cavite City, 31 december 1959) is een Filipijns storyboard artist en ontwerper, illustrator en regisseur van animatiefilms.

## Biografie
Ronnie del Carmen werd in 1959 als Ronaldo del Carmen geboren in de Filipijnse stad Cavite. Hij studeerde aan de University of Santo Tomas en woont momenteel in Emeryville (Californië) in de Verenigde Staten. Del Carmen tekende stripverhalen en werkte als illustrator van verscheidene boeken. Vanaf 1991 werkte hij mee aan animatieseries en later aan animatiefilms, onder meer als story artist, story supervisor, character designer, schrijver en regisseur. Hij werkt momenteel voor Pixar Animation Studios nadat hij eerder bij Dreamworks en Warner Bros. aan de slag was. Hij geeft ook in eigen beheer een eigen stripreeks Paper Biscuit uit.

## Filmografie
- Elemental (2023) (stem van Bernie Lumen)
- Soul (2020) (additional story contribution, en stem van Windstar)
- Toy Story 4 (2019) (senior creative team)
- Incredibles 2 (2018) (senior leadership team)
- Cars 3 (2017) (storybord artist)
- Coco (2017) (senior creative team)
- Inside Out (2015) (co-regisseur, en stem Abstracte Gedachten Werker)
- Monsters University (2013) (story artist)
- Brave (2012) (story artist)
- Dug's Special Mission (korte animatiefilm, 2009) (regisseur/schrijver)
- Up (2009) (story supervisor)
- WALL•E (2008) (Story/Character Design)
- Ratatouille (2006) (Story)
- One Man Band (2005) (Production Design)
- Finding Nemo (2003) (Story Supervisor)
- Spirit: Stallion of the Cimarron (2002) (Story Supervisor)
- Batman Beyond: Return of the Joker (2000) (Storyboard)
- The Road to El Dorado (2000) (Story Supervisor)
- The Prince of Egypt (1998) (Story)
- Freakazoid! (televisieserie, 1995) (regisseur)
- Batman: The Animated Series (1991–95) (Storyboard/Character Design)

## Boeken/stripverhalen
Voor Batman Adventures Holiday Special (samen met Bruce Timm, Paul Dini en anderen) ontving hij de Eisner Award Best Single Issue in 1995.

Andere werken:
- Paper Biscuit, stripreeks, geschreven en getekend door Ronnie del Carmen
- My Name is Dug, auteur Kiki Thorpe, geïllustreerd door Ronnie del Carmen
- And there you are, Ronnie del Carmen
- Three Trees make a forest", samen met Tadahiro Uesugi en Enrico Casarosa.
- Batman Black and White Vol. 2, "The Bet", geschreven door Paul Dini en getekend door Ronnie del Carmen
- Project Superior, "No Prize", geschreven en geïllustreerd door Ronnie del Carmen

## Prijzen en nominaties
De belangrijkste:
| Jaar | Prijs        | Categorie                                       | Genomineerde(n)                                                                | Uitslag     |
| ---- | ------------ | ----------------------------------------------- | ------------------------------------------------------------------------------ | ----------- |
| 2009 | Annie Award  | Storyboarding in an Animated Feature Production | Up                                                                             | Genomineerd |
| 2008 | Annie Award  | Storyboarding in an Animated Feature Production | WALL•E                                                                         | Genomineerd |
| 2002 | Annie Award  | Storyboarding in an Animated Feature Production | Spirit: Stallion of the Cimarron                                               | Gewonnen    |
| 1995 | Eisner Award | Best Single Issue                               | Batman Adventures Holiday Special (samen met Bruce Timm, Paul Dini en anderen) | Gewonnen    |